# Courlaoux
Courlaoux [kuʁlau] est une commune française située dans le département du Jura, dans la région culturelle et historique de Franche-Comté et la région administrative Bourgogne-Franche-Comté.

## Géographie

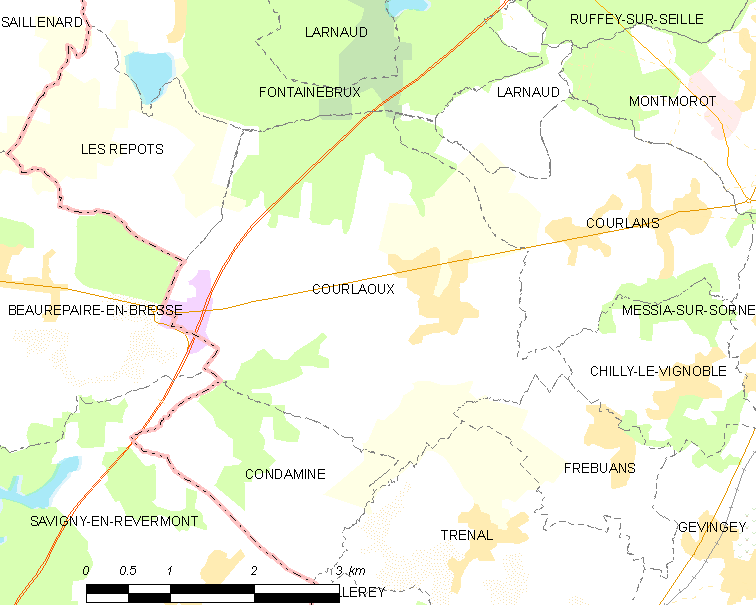
Situation de Courlaoux.

### Communes limitrophes
| Les Repôts                                                                   | Fontainebrux     |                    |
| Beaurepaire-en-Bresse (Saône-et-Loire) Savigny-en-Revermont (Saône-et-Loire) | Courlaoux        | Courlans           |
| Condamine                                                                    | Trenal, Frébuans | Chilly-le-Vignoble |

### Climat
Pour des articles plus généraux, voir Climat de la Bourgogne-Franche-Comté et Climat du département du Jura.
En 2010, le climat de la commune est de type climat des marges montargnardes, selon une étude du Centre national de la recherche scientifique s'appuyant sur une série de données couvrant la période 1971-2000. En 2020, Météo-France publie une typologie des climats de la France métropolitaine dans laquelle la commune est exposée à un climat semi-continental et est dans une zone de transition entre les régions climatiques « Bourgogne, vallée de la Saône » et « Jura ». 
Pour la période 1971-2000, la température annuelle moyenne est de 11 °C, avec une amplitude thermique annuelle de 17,5 °C. Le cumul annuel moyen de précipitations est de 1 096 mm, avec 12,4 jours de précipitations en janvier et 8,6 jours en juillet. Pour la période 1991-2020, la température moyenne annuelle observée sur la station météorologique de Météo-France la plus proche, « Lons le Saunier », sur la commune de Montmorot à 5 km à vol d'oiseau, est de 11,8 °C et le cumul annuel moyen de précipitations est de 1 147,4 mm. 
La température maximale relevée sur cette station est de 39,8 °C, atteinte le 12 août 2003 ; la température minimale est de −19,6 °C, atteinte le 9 janvier 1985,,. 
Les paramètres climatiques de la commune ont été estimés pour le milieu du siècle (2041-2070) selon différents scénarios d'émission de gaz à effet de serre à partir des nouvelles projections climatiques de référence DRIAS-2020. Ils sont consultables sur un site dédié publié par Météo-France en novembre 2022.

## Urbanisme

### Typologie
Au 1er janvier 2024, Courlaoux est catégorisée commune rurale à habitat dispersé, selon la nouvelle grille communale de densité à sept niveaux définie par l'Insee en 2022.
Elle est située hors unité urbaine. Par ailleurs la commune fait partie de l'aire d'attraction de Lons-le-Saunier, dont elle est une commune de la couronne,. Cette aire, qui regroupe 139 communes, est catégorisée dans les aires de 50 000 à moins de 200 000 habitants,.

### Occupation des sols
L'occupation des sols de la commune, telle qu'elle ressort de la base de données européenne d’occupation biophysique des sols Corine Land Cover (CLC), est marquée par l'importance des territoires agricoles (67,9 % en 2018), en diminution par rapport à 1990 (76,6 %). La répartition détaillée en 2018 est la suivante : 
prairies (33 %), zones agricoles hétérogènes (20,2 %), forêts (19,1 %), terres arables (14,7 %), zones urbanisées (9,7 %), zones industrielles ou commerciales et réseaux de communication (2,1 %), mines, décharges et chantiers (1,1 %). L'évolution de l’occupation des sols de la commune et de ses infrastructures peut être observée sur les différentes représentations cartographiques du territoire : la carte de Cassini (XVIIIe siècle), la carte d'état-major (1820-1866) et les cartes ou photos aériennes de l'IGN pour la période actuelle (1950 à aujourd'hui).

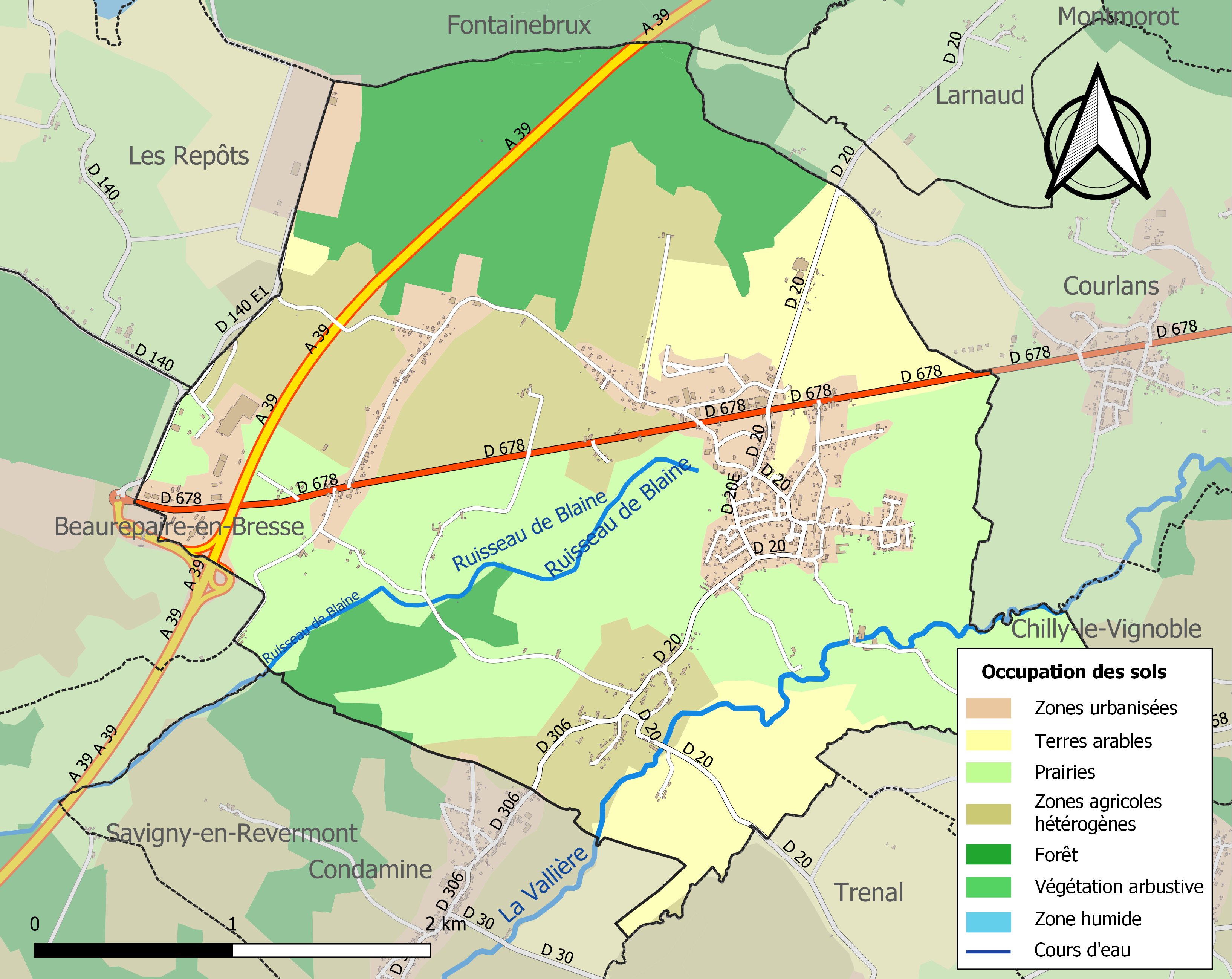
Carte des infrastructures et de l'occupation des sols de la commune en 2018 (CLC).

## Histoire
La commune de Courlaoux a une histoire très ancienne. Elle se trouve située sur l’ancienne voie romaine Lons le saunier-Tournus en limite de la Bourgogne et de la Franche-Comté. La proximité des sources salées de Lons et de Montmorot la positionne sur le passage de la route du sel vers la fertile plaine de la Saône.
Le château était une des principales clés du bailliage d’Aval, il a joué un rôle important pendant tout le cours du moyen âge. Les seigneurs, qui le possédaient, l’habitaient très souvent. Mais pendant les guerres de conquête de la Franche-Comté, il était devenu l’objet de luttes incessantes, tantôt occupé par les Français tantôt par les Comtois. En 1673, le Capitaine Prost dit Lacuzon, chef Comtois, reçut l’ordre de Don François d’Alveda, dernier gouverneur du comté de Bourgogne pour le compte du roi d’Espagne, de le mettre hors défense et de renforcer ceux de Montaigu et de Saint Laurent la Roche plus faciles à  défendre. Cet ordre plut beaucoup à Lacuzon, car le propriétaire était alors le comte de Montrevel de la Baume, qui commandait des troupes françaises en Bresse. Il ne fut complètement rasé qu’après la révolution et on retrouve encore dans les murs de certaines maisons, des anciennes pierres du château. Il a appartenu pendant près de 200 ans à une illustre famille, les de Vaudrey. C’est à elle que le dernier château doit sa construction. Elle a succédé à la famille de Corlavour à partir de 1399.
Au début du XVe siècle, la guerre de Cent Ans prend fin. Duc de Bourgogne depuis 1419, Philippe le Bon, fils de Jean sans Peur, se fit remarquer pour ses goûts chevaleresques. La magnificence de sa cour rivalise et dépasse même celle du roi de France, Charles VII. En 1443, à l’occasion du mariage de Jean de Chalon, fils du prince d’Orange, le comte de Charny décida d’organiser à Dijon les plus belles joutes, que l’on eut vues depuis longtemps. Ce tournoi fut honoré par la présence des ducs de Savoie et de Bourgogne. Guillaume de Vaudrey y parut et lutta avec avantage contre plusieurs chevaliers renommés par leur adresse. En 1467, Charles le téméraire succéda à son père, mais sa politique guerrière fut un désastre pour les deux Bourgognes. Les Vaudrey, tel que Guillaume (Chambellan du duc) participèrent à ses nombreuses campagnes. À la mort du Téméraire, tué au siège de Nancy en 1477, sa fille Marie de Bourgogne lui succéda. Mais le roi de France, Louis XI revendiqua la Bourgogne au nom de la loi salique, et ses troupes envahirent les deux provinces. Les Vaudrey comme beaucoup d’autres restèrent fidèles à la princesse. Guillaume et son neveu Claude (les fils) conduisirent héroïquement la défense de Vesoul, mais le roi de France remporta la victoire. Guillaume fut fait prisonnier, alors qu'il défendait la cité de Faucogney. Il est exécuté pour l’exemple en 1479. La Bourgogne est conquise. Par le traité d’Amiens en 1482, la Franche Comté et l’Artois sont rendus à Marie, qui avait entre-temps épousé Maximilien d’Autriche. La Franche -comté passait sous l’emprise de la puissante Maison d’Autriche, les Francs- Comtois devenaient sujets du Saint Empire Romain Germanique. Guillaume de Vaudrey, père, avait une nombreuse descendance, 12 fils, tous de valeureux chevaliers. Le coup de lance des Vaudrey était célèbre au XVe siècle. Claude de Vaudrey, l’un d’eux, surnommé le Fol, à cause de sa bravoure et de sa témérité, devait être un géant, au vu de la taille de son armure, qui fut fabriquée à Arbois, à l’armurerie impériale. Cette dernière est conservée à Vienne en Autriche. Selon ses vœux, il fut inhumé avec son père dans l’église de Courlaoux. Un autre frère, Louis de Vaudrey, au cours d’une expédition préparée par l’empereur Maximilien en 1507, s’empara du château de Joux, il en devint le châtelain, contrôlant ainsi la route du sel vers la Suisse.
Le nom des Vaudrey est mentionné dans la grande histoire de France, aux côtés de ceux de Duguesclin, Bayard et autres, mais certes non comme compagnons, car les Vaudrey étaient de farouches bourguignons. On raconte qu’à l’occasion d’un tournoi à Lyon, le jeune Bayard, alors âgé de 18 ans, avait osé se mesurer avec le redoutable Claude de Vaudrey, encore dans la force de l’âge et dont le fameux coup de lance pardonnait rarement. Emu par le courage et la gentillesse du futur chevalier « Sans peur et sans reproche », Claude de Vaudrey n’abusa pas de sa supériorité et le jeune Bayard sortit honorablement de la rencontre.

## Ruines antiques
Des spécialistes et archéologues ont étudié la zone sans trouver de nouvelles ruines autour de l'école. A l'heure actuelle, une entrée permet de descendre dans les ruines. Son emplacement est tenue secrète en raison de la dangerosité et de l'instabilité des ruines. De plus, tous les artefacts retrouvés, mis à part les inscriptions qui ont été platrés pour leur protection, ont été emmenés dans des musées du monde entier.

## Politique et administration

### Tendances politiques et résultats

#### Élections présidentielles
Le village de Courlaoux place en tête à l'issue du premier tour de l'élection présidentielle française de 2017, Marine Le Pen (RN) avec 32,15 % des suffrages. Mais lors du second tour, Emmanuel Macron (LaREM) est en tête avec 52,82 %.

#### Élections Régionales
Le village de Courlaoux place la liste "Notre Région Par Cœur" menée par Marie-Guite Dufay, présidente sortante (PS) en tête, dès le 1er tour des élections régionales de 2021 en Bourgogne-Franche-Comté, avec 37,30 % des suffrages. Lors du second tour, les habitants décideront de placer de nouveau la liste de "Notre Région Par Cœur" menée par Marie-Guite Dufay, présidente sortante (PS) en tête, avec cette fois-ci, près de 54,33 % des suffrages. Loin devant les autres listes menées par Julien Odoul (RN) en seconde position avec 22,83 %, Gilles Platret (LR), troisième avec 18,11 % et en dernière position celle de Denis Thuriot (LaREM) avec 4,72 %. Il est important de souligner une abstention record lors de ces élections qui n'ont pas épargné le village de Courlaoux avec lors du premier tour 68.97 % d'abstention et au second, 68,01 %.

#### Élections départementales
Le village de Courlaoux faisant partie du canton de Lons-le-Saunier-1 place le binôme de Christophe Bois (DVD) et Céline Trossat (DVD), en tête, dès le 1er tour des élections départementales de 2021 dans le Jura, avec 43,91 % des suffrages. Lors du second tour, les habitants décideront de placer de nouveau le binôme de Christophe Bois (DVD) et Céline Trossat (DVD), en tête, avec cette fois-ci, près de 58,30 % des suffrages. Devant l'autre binôme menée par Thomas Barthelet (DVG) et de Christelle Plathey (DVG) qui obtient 41,70 %. Cependant, il s'agit du binôme Thomas Barthelet (DVG) et de Christelle Plathey (DVG) qui est élu, une fois les résultats centralisés. Il est important de souligner une abstention record lors de ces élections qui n'ont pas épargné le village de Courlaoux avec lors du premier tour 68,85 % d'abstention et au second, 68,01 %.

### Liste des maires de Courlaoux
| Période   | Période   | Identité          | Étiquette | Qualité |
| --------- | --------- | ----------------- | --------- | ------- |
| mars 2001 | mars 2008 | Denis Girard      |           |         |
| mars 2008 | mars 2014 | Jacques Truchet   |           |         |
| mars 2014 | En cours  | Jean-Yves Lanneau | SE        | Cadre   |

## Démographie
L'évolution du nombre d'habitants est connue à travers les recensements de la population effectués dans la commune depuis 1793. Pour les communes de moins de 10 000 habitants, une enquête de recensement portant sur toute la population est réalisée tous les cinq ans, les populations de référence des années intermédiaires étant quant à elles estimées par interpolation ou extrapolation. Pour la commune, le premier recensement exhaustif entrant dans le cadre du nouveau dispositif a été réalisé en 2008.

En 2022, la commune comptait 1 179 habitants, en évolution de +7,97 % par rapport à 2016 (Jura : −0,81 %, France hors Mayotte : +2,11 %).
| 1793 | 1800 | 1806 | 1821 | 1831 | 1836 | 1841 | 1846 | 1851 |
| ---- | ---- | ---- | ---- | ---- | ---- | ---- | ---- | ---- |
| 430  | 515  | 558  | 516  | 838  | 870  | 920  | 935  | 903  |

| 1856 | 1861 | 1866 | 1872 | 1876 | 1881 | 1886 | 1891 | 1896 |
| ---- | ---- | ---- | ---- | ---- | ---- | ---- | ---- | ---- |
| 886  | 866  | 859  | 855  | 868  | 852  | 821  | 830  | 768  |

| 1901 | 1906 | 1911 | 1921 | 1926 | 1931 | 1936 | 1946 | 1954 |
| ---- | ---- | ---- | ---- | ---- | ---- | ---- | ---- | ---- |
| 724  | 719  | 701  | 596  | 624  | 581  | 551  | 557  | 543  |

| 1962 | 1968 | 1975 | 1982 | 1990 | 1999 | 2006 | 2008 | 2013  |
| ---- | ---- | ---- | ---- | ---- | ---- | ---- | ---- | ----- |
| 506  | 468  | 544  | 676  | 804  | 848  | 916  | 939  | 1 020 |

| 2018  | 2022  | - | - | - | - | - | - | - |
| ----- | ----- | - | - | - | - | - | - | - |
| 1 119 | 1 179 | - | - | - | - | - | - | - |

## Culture locale et patrimoine

### Lieux et monuments

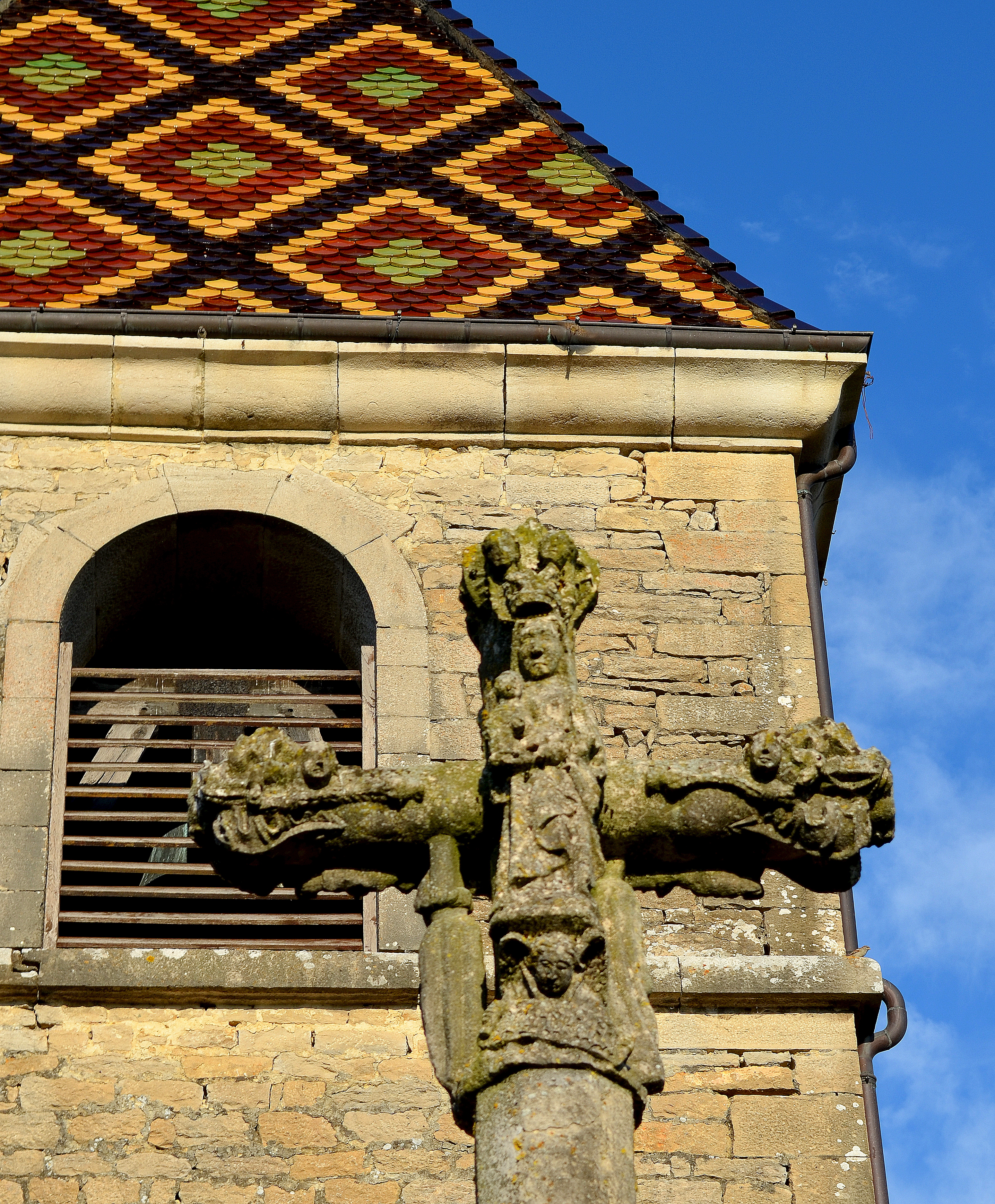
La croix de cimetière inscrite aux monuments historiques depuis 1927.

- Croix de cimetière (XVIe siècle), inscrite MH depuis 1927[21].
- Église de l'Assomption (XVIe – XIXe siècle), inscrite à l'IGPC depuis 1983[22].
- Fermes (XVIIIe – XIXe siècle), inscrites à l'IGPC depuis 1983[23],[24].
- Moulin (XIXe siècle), au lieu-dit « Nilly », inscrit à l'IGPC depuis 1983[25].
- Pont (XIXe siècle) sur la Vallière, au lieu-dit « Nilly », inscrit à l'IGPC depuis 1983[26].
- Aérodrome de Lons-le-Saunier - Courlaoux, géré par la Chambre de commerce et d'industrie du Jura, partiellement construit sur la commune.

### Personnalités liées à la commune
- Guillaume de Vaudrey (v1415-1479) chevalier et chef militaire comtois, seigneur de Courlaoux
- Réginald Gaillard, romancier